# Мечеть Мохаббат-Хан
Мохаббат-Хан (урду مسجد مہابت خان‎) — суннитская мечеть в Пешаваре, старейшая мечеть Пакистана. Названа в честь Мохаббата Хана Мирзы Лерхарзибы, который дважды был губернатором Пешавара. 
Мечеть, построенная в XVII веке, является примером архитектуры Великих Моголов. Точная дата окончания строительства неизвестна, по некоторым данным — 1670 год.
В июне 1898 года во время большого пожара в Пешаваре мечеть загорелась, однако её смогли потушить. В XX веке здание было отреставрировано. 
Имеет центральный открытый двор и молитвенный зал, над которым возвышаются три купола. Фасад выполнен из белого мрамора.